# Báthory Júlia
Báthory Júlia avagy franciául Juliette de Bathory (Budapest, 1901. december 31. – Pécsvárad, 2000. május 3.) Munkácsy- és Magyar Örökség díjas üvegművész, a magyar üvegművész-képzés megteremtője.

## A korai évek
Debrecenben nevelkedett. Gimnáziumi tanulmányai után a müncheni Staatschule für Angewandte Kunst diákjaként a korszak híres porcelánművésze Adalbert Niemeyer tanítványa lett. Iskolatársa volt Kovács Margit, akivel életre szóló barátságot kötött. A Deutscher Werkbund bölcsőjének számító München a formai egyszerűség, a praktikusság, és esztétikum egységét hirdető szellemiséget oltott Báthory Júliába, mely egész későbbi munkásságát meghatározta. A húszas évek végén a dessaui Bauhaust látogatja, majd Drezdába utazik, ahol Wilhelm von Eiff, Bruno Mauder, és Anton Peter Witt révén az üvegcsiszolás művészetével ismerkedik meg. Németországi tanulmányai végeztével művészi munkásságát teljes egészében az üvegművészet felé fordítja.
A szecessziótól kezdve az autonóm üvegművészek zöme más művészi területről „nyergel át” az üveg médiumára ekkor. Még legismertebb kortársai is így tesznek: Maurice Marinot festőként debütál Henri Matisse szalonjában, melynek 1932-től Báthory Júlia is tagja lesz, René Lalique pedig ötvösként kezdi karrierjét. Báthory Júlia ezen fölül – a műalkotás folyamatát teljes egészében kézben tartva – saját maga által tervezett formáiba, maga csiszolja bele egyedi „üvegreliefjeit”.

## Párizs: 1930–1940
Báthory Júlia 1930 végén Párizsba költözik, és megérkezése után 2 évvel már a Matisse alapította Salon d’Automne kiállítója. 1933-ban alapítja meg a La Girouette Stúdiót, mely ekkor a nagynevű Printemps, La Crémmaiere, Cartier és Christofle áruházakkal kereskedik. Személyes jóbarátja, André Kertész, az aki művei tárgyfotóit készíti. Kezdetben vele tart Kovács Margit is, többször látja vendégül Radnóti Miklóst és feleségét. Műveit Párizs városa és a Louvre is megvásárolta. 1937-re elér szakmai sikereinek csúcsára, az 1937-es párizsi világkiállítás elismerő oklevelét kapja, műveit nagy sikerrel állítja ki a magyar pavilonban is.
A francia közönség nagy szeretettel fogadta, és elismerő kritikák sorát kapta. 1937-ben A. Rivir így ír: „… örvendünk a tehetségnek, amit Báthory Júliában köszönthetünk, és aki különleges technikák tudója. Óriási pannókat alkot, ahol a csiszolt rajz reliefként jelenik meg: titka mindmáig megfejthetetlen. … az ember csodálkozik, vajon nem platina vagy arany-e mégis. Mint látjuk, amit tesz különleges művészi irányzat, … eredetisége, főleg hogy egy képviselője van, igen ritka.”

## Technológiai újításai
A különleges technikák alatt Báthory Júlia az üveg megmunkálását forradalmasító egyéni technológiai szabadalmait értette. Az üvegcsiszolást olyan egyéni módon, szobrászi szemlélettel alkalmazta, hogy a francia kritika nem iparművészként (artiste decorateur), hanem üvegszobrászként (sculpteur en verre) említi. Műveit nem csiszolt üvegekként (graveur), hanem üvegreliefekként említi (reliefs du verre).
Báthory Júlia másik szabadalma a homokfúvás ipari technológiájának a művészi üvegmegmunkálás területébe emelése jelentette. Vele párhuzamosan végzett kísérletek mellett a mai napig az ő általa kikísérletezett módszeren alapszik az üveg plasztikus, réteges és részletgazdag megmunkálása ezzel a technikával.
1940-ben kényszerült hazatérni, mikor Franciaországban internálás fenyegette az ellenséges államok polgárai. A párizsi magyar kolónia feloszlott. A harmincas években Báthory Júlia, André Kertész fotóművésszel egy házat bérelt, és tárgyfotóit is ő készítette. A kolónia tagja volt ekkor a Café Cluny törzsközönsége: Brassai, Rozsda, Csáky József, Gusztáv Miklós, Huszár Imre. Ezen közösség révén látogatott Párizsba Radnóti Miklós és József Attila is. A világszerte szétszéledő kolónia tagjai közül Báthory Júlia a hazatérés mellett döntött, és stúdióját, munkáit, gépeit a háború alatt hazamenekítette.

## Hazatérés Magyarországra
Magyarországon ekkor még nem volt üvegművészeti képzés, az „üveges” szakma is csak 1922-ben nyert polgárjogot. 1920 után csak 7 üveggyár volt Magyarországon, melyek nagy része ipari üveget gyártott igen silány minőségben. A háború során stúdiója, amit akkor a Budafoki útra menekített egy egykori kerékpárüzletbe, jórészt megsemmisült. Az ostrom alatt és után többször ki is rabolták. Báthory Júlia 1949-re elkészítette a főiskolai és egyetemi szintű iparművészképzés programját, ami ekkor nem valósulhatott meg. 1953 és 1970 között a Képző- és Iparművészeti Gimnáziumban kifejlesztett egy olyan műhelyt és oktatási központot, mely Európában is ismert volt. Geoffrey Beard Báthory Júlia művészetpedagógiai munkásságát Harvey Litterton és Dominick Labino, az amerikai Toledói Egyetem üveg-intézetének alapítói, Stigh Lindbergh, a stockholmi Konstfackskolan professzora, Samuel J. Herman, a londoni Royal College of Art tanára és René Rubichek neve mellett említi.
1959-ben házasságot kötött Szilágyi János festőművésszel, s onnantól ő nevelte a művész három gyermekét. Szilágyi András később tanítványa, majd maga is üvegművész lett, később ő gondozta a Művésznő örökségét. Báthory Júlia a hetvenes-nyolcvanas években hallgatott, pontosabban hallgattak róla. Visszavonultsága ellenére terveket készített, munkásságát rendszerezte. Visszatérésének első állomása az 1992-es életmű-kiállítás volt. Ekkor választotta rendes tagjává a Széchenyi Irodalmi és Művészeti Akadémia, nyerte el a Pro Arte Vitraria kitüntetést, és a Magyar Köztársaság Aranykoszorúval Ékesített Csillagrendjét. Élete utolsó éveiben is aktív maradt, terveket, rajzokat készített, elveszett művei újrakivitelezésében működött közre. 2000. május 3-án hunyt el. Az az évben elnyert Magyar Örökség díjat már nem tudta személyesen átvenni. Halála után néhány hónappal nyitotta meg kapuit a Báthory Júlia Üveggyűjtemény, fia, Szilágyi András és menye, Kovács Júlia üvegművészek áldozatos munkájának köszönhetően, akik mai napig ápolják örökségét.

## Fontosabb díjak, kiállítások
- 1927 a müncheni Staatschule für Angewandte Kunst kiállítása Monzában, elismerő oklevél
- 1929 Országos Iparművészeti Kiállítás, Budapest
- 1932 a strassbourgi Egyházművészeti Kiállítás ezüstérme, Strassbourg
- 1933 első önálló kiállítás Párizsban, Foiré du Paris (Huszár Imrével)
- 1937 a párizsi világkiállítás magyar pavilonja, elismerő oklevél
- 1937 a párizsi Egyházművészeti Kiállítás szakmai érme
- 1938 I. Magyar Országos Iparművészeti Társulat kiállítása, szakmai ezüstérem
- 1939 a New York-i Világkiállítás magyar pavilonja, elismerő oklevél
- 1940 Milánói Triennálé, ezüstérem
- 1941 Magyar Egyházművészeti Kiállítás és „Művészet az Iparban” kiállítás
- 1942 Kultuszminiszteri Elismerő Oklevél
- 1943 Budapest Székesfőváros Iparművészeti Aranyérme
- 1943 II. Magyar Országos Iparművészeti Tárlat, Kassa, Kassa város Elismerő Oklevele
- 1943 Kultuszminiszteri Elismerő Oklevél
- 1943 a Magyar Iparművészek Országos Egyesületének szakmai ezüstérme
- 1952 I. Iparművészeti Kiállítás – Ernst Múzeum
- 1957 Kiváló Tanári cím
- 1957 Munkácsy-díj
- 1958 a Brüsszeli Világkiállítás magyar pavilonja, elismerő oklevél
- 1969 a Munkaérdemrend ezüst fokozata
- 1977 a Munkaérdemrend arany fokozata
- 1990 Pro Arte Vitraria díj
- 1991 a Magyar Köztársaság Aranykoszorúval Ékesített Csillagrendje
- 1992 a Széchenyi Irodalmi és Művészeti Akadémia rendes tagjává választják
- 2000 Magyar Örökség díj (posztumusz)